# NASLite
 (janvier 2021).
NASLite (de Network Attached Storage) est une distribution Linux très petite (MiniLinux), destinée à transformer un ordinateur en serveur de fichiers.
Il existe 3 versions gratuites, chacune tenant sur une disquette 1722 Ko. Elles permettent respectivement de créer un serveur Samba, FTP ou NFS.  D'autres versions, payantes, permettent des fonctionnalités plus avancées.